# Euphorbia volkmanniae
Euphorbia volkmanniae là một loài thực vật có hoa trong họ Đại kích. Loài này được Dinter mô tả khoa học đầu tiên năm 1928.